# Direttive sul posto
Con la locuzione direttive sul posto (on-the-spot guidance), dette anche ispezioni direttive (guidance tours), direttive sul campo o guida sul campo (field guidance) si intende il termine usato dai mezzi di comunicazione di massa della Corea del Nord per descrivere l'atto svolto durante le visite della guida suprema del Paese presso siti industriali o delle forze armate, nelle quali vengono impartite direttive (o linee guida) ed il corteo al seguito è tenuto a prendere appunti. Farsi immortalare "sul posto" è un aspetto chiave della propaganda e del culto della personalità della dinastia dei Kim. Kim Il-sung, Kim Jong-il e Kim Jong-un hanno tutti fatto esteso uso di tale pratica.